# Augusto Michelacci
Augusto Michelacci (Firenze, 5 gennaio 1825 – Firenze, 13 febbraio 1888) è stato un medico italiano.

## Biografia
Figlio di Adelaide Buzzi e dell'architetto Giuseppe Michelacci, si sposò con Elisa Migliarini. Nominato medico astante presso l'Arcispedale di Santa Maria Nuova l'11 gennaio 1849, divenne membro del Collegio medico fiorentino nel 1858 e Direttore degli Ospedali di Bonifazio e Santa Lucia nel 1859. In quell'anno fu anche chiamato a ricoprire la cattedra di insegnamento di Dermatologia, insegnando presso l'Istituto di Studi Superiori e di Perfezionamento di Firenze fino al 1888.Nel 1866 divenne direttore dell'Arcispedale. Ricoprì numerosi incarichi pubblici conferiti dal Governo, dalla Provincia e dal Comune di Firenze. Socio dell'Accademia Fisiocratica senese e dell'Accademia medico-fisica fiorentina, membro onorario della Società di Medicina e Scienze Naturali di Parigi. Gli studi più importanti riguardano le cause della pellagra e si sono basati sull'esperienza maturata in un apposito reparto dell'Ospedale di Bonifazio dedicato a questa patologia. Nel 1866 fondò insieme al collega Pietro Pellizzari il Giornale italiano di malattie veneree della pelle.
La considerazione del professore Michelacci è attestata anche dalla sua consultazione per la quinta edizione del Vocabolario dell'Accademia della Crusca (1863-1923), come si evince dalla sua lettera ad Augusto Alfani, Accademico Compilatore, di risposta al quesito sulle voci "fiammasalsa" e "flemmasalsa" come termini di medicina.
Gli appunti delle sue lezioni furono raccolti dall'allievo Carlo Cossuto e pubblicati nel 1871 in un manuale. Tra i suoi allievi, Celso Pellizzari gli succederà pochi anni dopo la morte alla cattedra di Dermatologia e Sifilografia.

## Opere
- Saggi teorico-pratici di dermatologia, Firenze: presso Ricordi e Jouhaud, 1865.
- Prelezione al corso accademico detta il 2 marzo 1868 nel R. Istituto di studi pratici di Firenze, Milano: Stab. Redaelli, 1868.
- Saggi teorico-pratici di dermatologia, Della pellagra: preceduta da una prelezione sull'insegnamento degli studj speciali ed in particolar modo di quello delle malattie della pelle. Milano: Tip. della Societa Cooperativa, 1870.
- Lezioni e cliniche di dermatologia, Firenze: Tip. Italiana Niccola Martini, 1871.
- I fanghi delle acque termo minerali di Sclafani in Sicilia nella cura delle malattie della pelle, Milano: tipografia della Società cooperativa, 1871.
- Due osservazioni raccolte nella Clinica delle malattie della pelle durante l'anno accademico 1874-75 dai dottori Cesare Nerazzini e Domenico Barduzzi sulla elefantiasi degli arabi e sulla sclerodermia, [Firenze] [s.n.], 1876.
- Alcune osservazioni preliminari sulle virtù terapeutiche delle acque e dei fanghi di S. Filippo, Firenze: Tip. Cooperativa, 1887.
- Proposta di fondazione di un Istituto Antirabico in Firenze: relazione al consiglio sanitario provinciale. Milano: tip. Rechiedei, 1887.

## Archivio personale
La Biblioteca Biomedica dell'Università degli studi di Firenze conserva il fondo Augusto Michelacci consistente in libri, manoscritti e carteggi donati dalla vedova Elisa Migliarini alla Biblioteca dell'Arcispedale di Santa Maria Nuova nel marzo 1888: studi sul colera, sulla pellagra, lezioni di medicina, appunti e memorie relative all'attività di dermatologo, circa 40 lettere a lui inviate da vari corrispondenti, carte di Pietro Cipriani relative ad appunti di medicina e studi riguardanti l'Arcispedale di Santa Maria Nuova.